# الاتحاد الوطني لجمعيات حق المرأة في الاقتراع

كان الاتحاد الوطني لجمعيات حق المرأة في الاقتراع (NUWSS)، المعروف أيضًا باسم أنصار حق الاقتراع suffragists (لا ينبغي الخلط بينه وبين حق الاقتراع suffragettes) منظمة تأسست عام 1897م لجمعيات حق المرأة في الاقتراع في جميع أنحاء المملكة المتحدة. في عام 1919م تم تغيير اسمها إلى الاتحاد الوطني للجمعيات من أجل المساواة في المواطنة.

## التأسيس والحملات

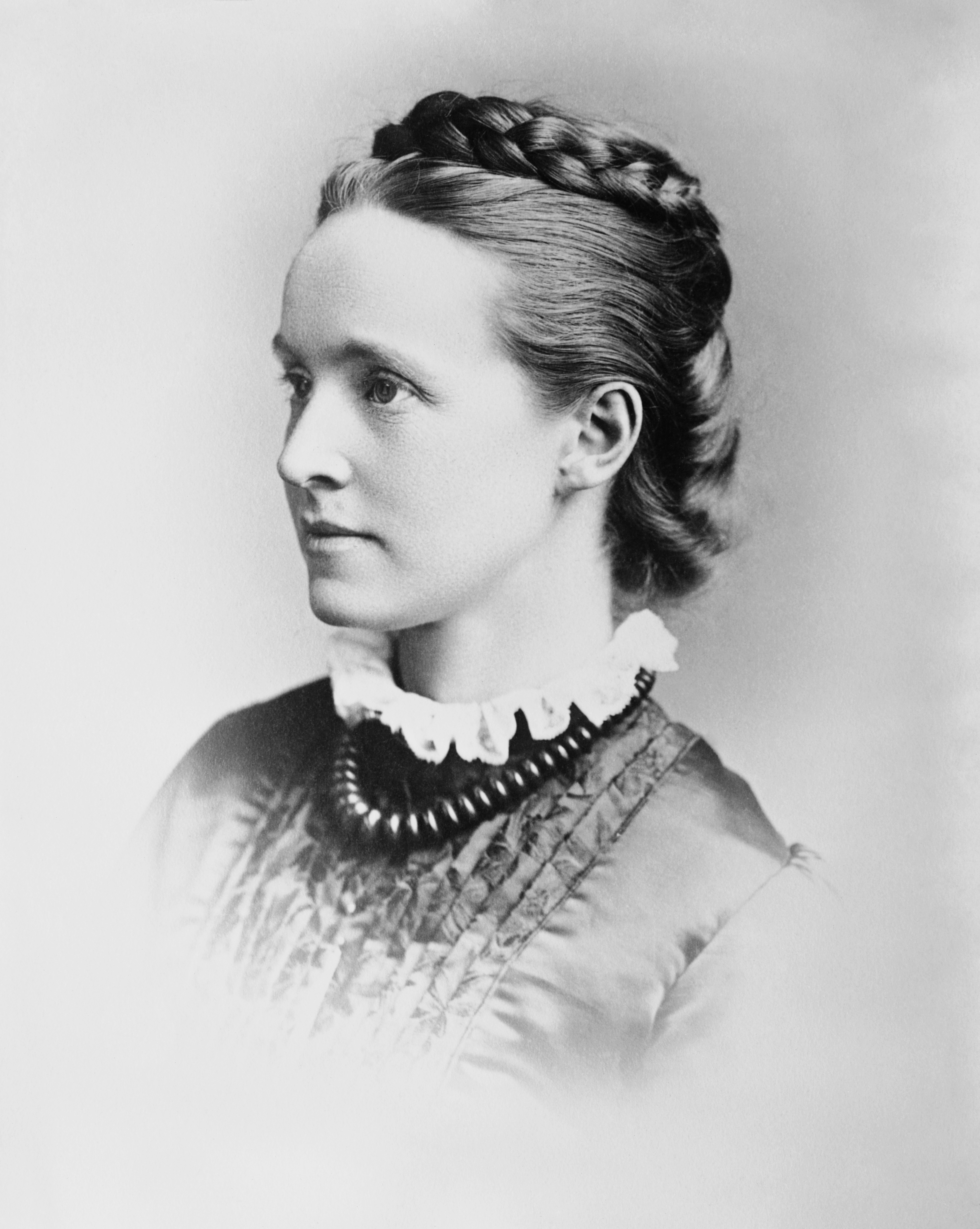
ميليسنت فوسيت

تأسس الفريق في عام 1897م من خلال اندماج الجمعية الوطنية المركزية لحق المرأة في التصويت واللجنة المركزية للجمعية الوطنية لحق المرأة في الاقتراع، وكانت المجموعتان قد انقسمتا في الأصل عام 1888م.

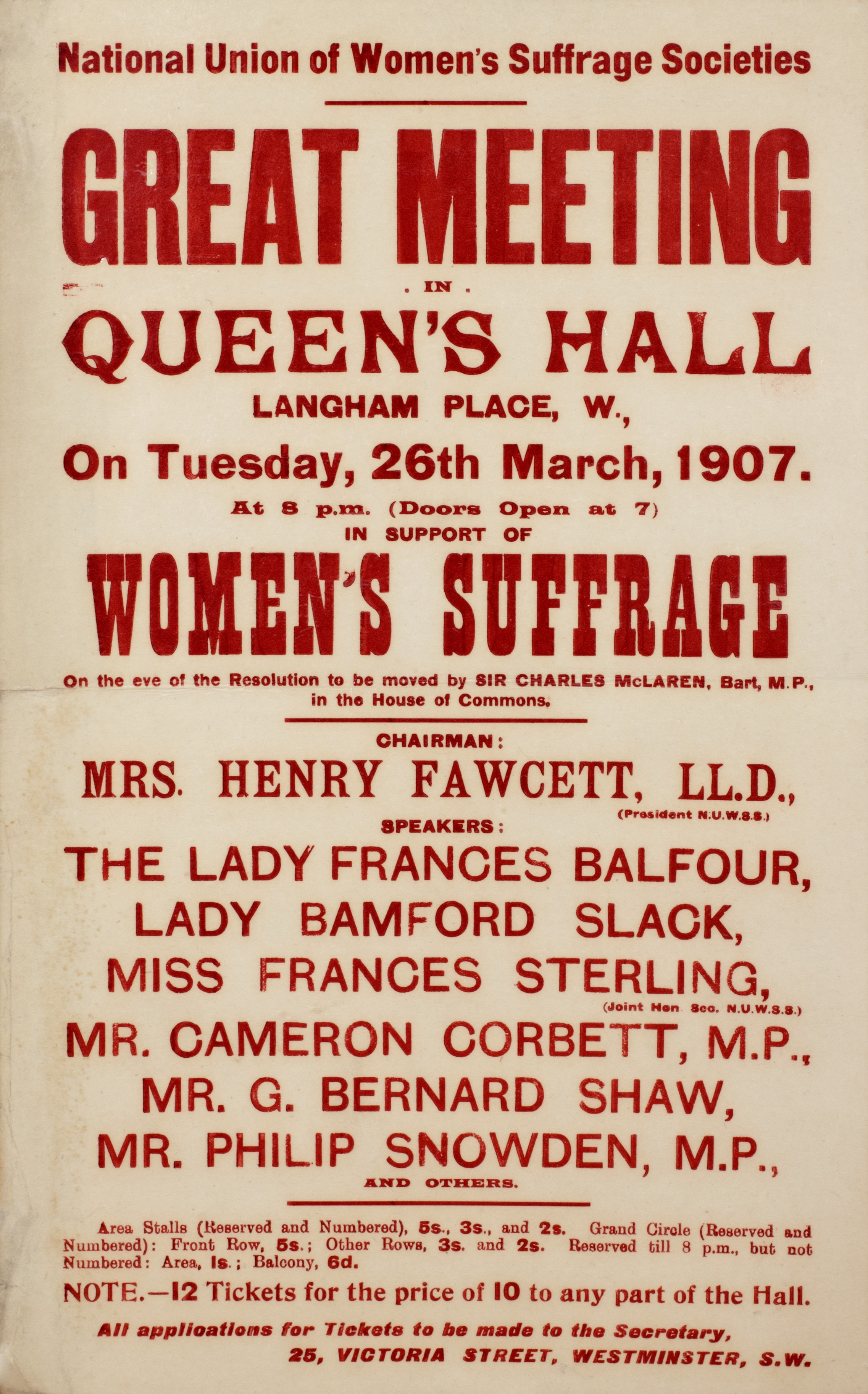

اتحدت المجموعات تحت قيادة ميليسنت فاوست، التي كانت رئيسة الجمعية لأكثر من عشرين عامًا. كانت المنظمة ديمقراطية وغير متشددة، وتهدف إلى تحقيق حق المرأة في الاقتراع بالوسائل السلمية والقانونية، لا سيما من خلال تقديم مشاريع قوانين برلمانية وعقد اجتماعات لشرح أهدافها وتعزيزها.
في عام 1903م، انفصل الاتحاد النسائي الاجتماعي والسياسي (WSPU ، suffragettes"")، الذي رغب في القيام بمزيد من الأعمال الراديكالية، عن NUWSS. ومع ذلك، استمر الاتحاد الوطني لجمعيات حق المرأة في الاقتراع في النمو، وبحلول عام 1914 كان لديه أكثر من 500 فرع في جميع أنحاء البلاد، مع أكثر من 100,000 عضو. في فبراير من العام السابق، كان الاتحاد قد أنفق بالفعل 60 ألف جنيه إسترليني على الاجتماعات والدعاية.
كان العديد من الأعضاء، ولكن ليس جميعهم، من الطبقة الوسطى، وكان بعضهم من الطبقة العاملة.
بالنسبة للانتخابات العامة لعام 1906م، شكلت المجموعة لجانًا في كل دائرة انتخابية لإقناع الأحزاب المحلية باختيار المرشحين المؤيدين للاقتراع.
نظمت NUWSS أول موكب كبير في الهواء الطلق والذي أصبح يعرف باسم مسيرة الطين في 9 فبراير 1907م.
قالت السيدة فوسيت في خطاب ألقته في عام 1911م أن حركتهم كانت «مثل الجبل الجليدي؛ تتحرك ببطء ولكن لا يمكن إيقافها».

## التحيز السياسي
حتى 17 يوليو 1912م، لم يكن حزب NUWSS متحالفًا مع أي حزب، لكنه قام بحملة لدعم المرشحين الفرديين في الانتخابات الذين دعموا التصويت لصالح النساء. في البرلمان، ساعد مشروع قانون التوفيق لعام 1911م على تغيير هذا الموقف. حظي مشروع القانون بتأييد الأغلبية ولكن تم إحباطه بسبب عدم إعطاء الوقت الكافي لتمريره. اعتمدت الحكومة الليبرالية على الحزب البرلماني الأيرلندي القومي للأغلبية وأصرت على أنه تم منح الوقت بدلاً من ذلك لتمرير قانون آخر للحكم الذاتي الأيرلندي وعارض رئيس الاتحاد، السير جيمس لوثر، التصويت للنساء. وبالتالي، لم يصبح قانونًا.
شاع عن حزب العمال عام 1903م التحالف مع الليبراليين وانقسمت قيادته حول قضية تحرير المرأة. ومع ذلك، وافق مؤتمر الحزب لعام 1913م على معارضة أي مشروع قانون امتياز لا يتضمن تمديد حق الانتخاب للنساء بعد أن غيرت حملة حق المرأة في التصويت في شمال غرب إنجلترا رأي الحزب بشكل فعال. دعم الحزب باستمرار حق المرأة في الاقتراع في السنوات التي سبقت الحرب.
أصبحت فوسيت، وهي ليبرالية، غاضبةً من تكتيكات المماطلة التي اتبعها الحزب وساعدت مرشحي حزب العمال ضد الليبراليين في وقت الانتخابات. في عام 1912م، أنشأت NUWSS لجنة صندوق المقاومة الانتخابية (EFF) برئاسة كاثرين مارشال. دعمت اللجنة حزب العمل وفي 1913-1914م تدخلت اللجنة في أربعة انتخابات فرعية وعلى الرغم من أن حزب العمال لم يفز بأي منها، فقد خسر الليبراليون اثنين.
حاولت NUWSS، بالتحالف مع حزب العمال، الضغط على الليبراليين، لأن مستقبل الليبراليين السياسي يعتمد على بقاء حزب العمال ضعيفًا.

## الاتحاد الوطني خلال الحرب العالمية الأولى
تقسّم NUWSS بين الأغلبية التي أيدت الحرب والأقلية التي عارضتها. خلال الحرب، أنشأت المجموعة سجلاً للعمالة؛ حتى تتمكن النساء من شغل وظائف الرجال الذين غادروا للحرب. موّل الاتحاد وحدات مستشفيات النساء التي توظف طبيبات وممرضات فقط خدمن خلال الحرب العالمية الأولى في فرنسا، مثل مستشفيات النساء الاسكتلندية للخدمة الخارجية (SWH).
دعم NUWSS مشروع قانون حق المرأة في الاقتراع الذي وافق عليه مؤتمر المتحدثين على الرغم من أنه لم يمنح حق الاقتراع المتساوي الذي قامت المنظمة بحملته.

## الأنشطة بعد الحرب العالمية الأولى

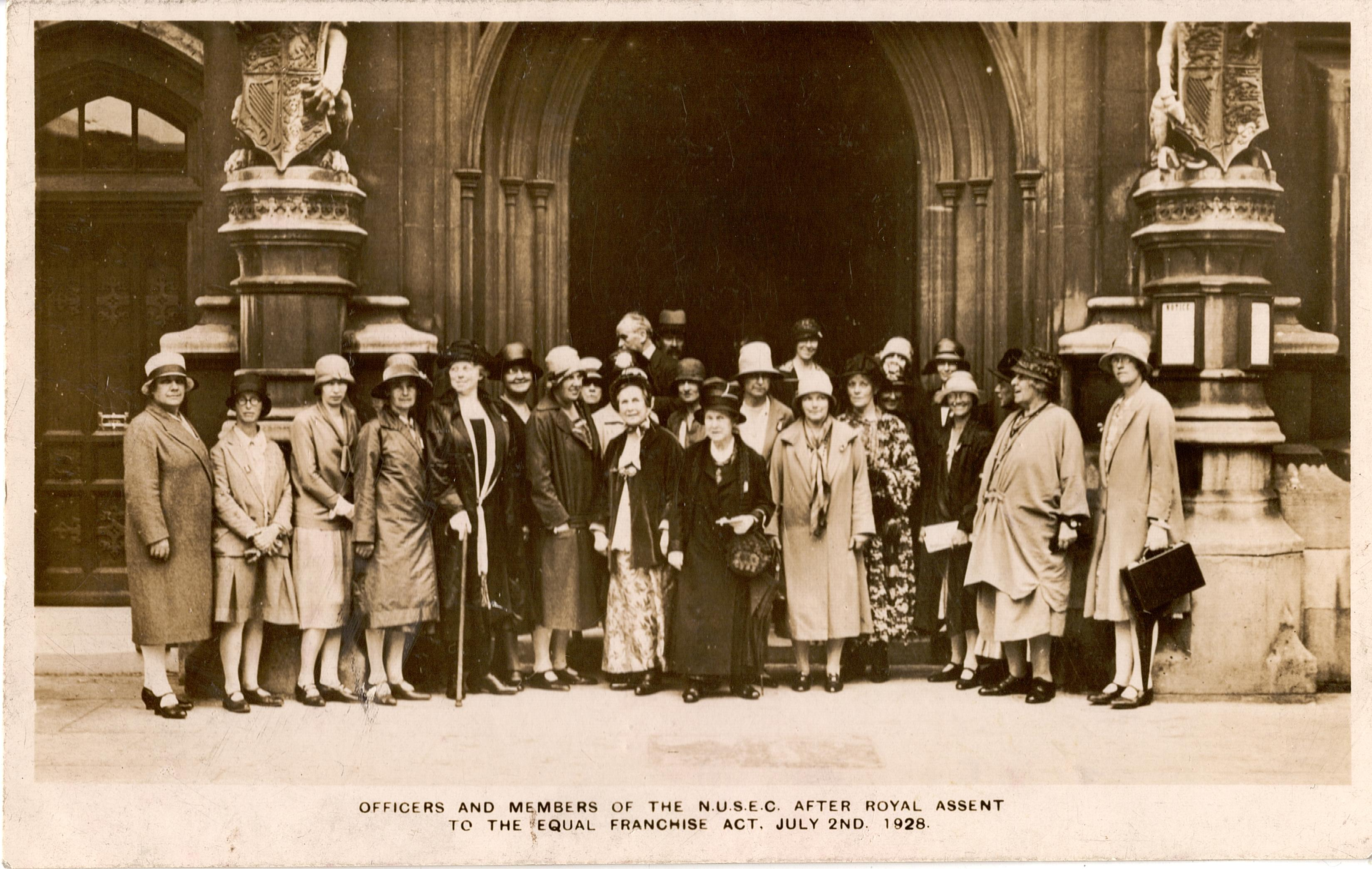
ضباط وأعضاء الاتحاد الوطني للجمعيات للمساواة في المواطنة بعد الموافقة الملكية على قانون المساواة في الامتياز في 2 يوليو 1928م

في عام 1919م، أعادت NUWSS تسمية نفسها باسم الاتحاد الوطني لجمعيات المواطنة المتساوية واستمرت تحت قيادة إليانور راثبون. ركزت على حملة لتحقيق المساواة في الاقتراع، والتي تم تحقيقها في عام 1928م. ثم انقسمت إلى مجموعتين، المجلس الوطني للمواطنة المتساوية، وهي مجموعة قصيرة العمر ركزت على حملات حقوق متساوية أخرى، واتحاد نقابات سيدات المدن، التي ركزت على توفير التعليم والرعاية للنساء.

## الأرشيفات
يتم الاحتفاظ بأرشيفات الاتحاد الوطني لجمعيات حق المرأة في الاقتراع في مكتبة المرأة في مكتبة مدرسة لندن للاقتصاد، المرجع 2NWS . NUWS .

## التكريم
في عام 2022، أعلن موقع التراث الإنجليزي أنه سيتم الاحتفال بـ NUWSS بلوحة زرقاء في موقع مقرهم الرئيسي في وستمنستر خلال السنوات التي سبقت مباشرة قانون تمثيل الشعب لعام 1918.